# 名古屋市立はとり中学校
名古屋市立はとり中学校（なごやしりつ はとりちゅうがっこう）は、愛知県名古屋市中川区の公立中学校。

## 概要
1974年（昭和49年）4月4日、中川区富田町大字服部字札木1206番地に名古屋市立富田中学校分校が設置される。この分校は千音寺小学校・万場小学校の卒業生のうち、1年生のみで発足した。翌年、名古屋市立はとり中学校として、1年生および2年生のみで本校より独立。
1976年（昭和51年）2月1日、はとり地域スポーツセンターが併置される。
1982年（昭和57年）4月4日、学校所在地が服部二丁目と町名変更。
校章は校名である「はとり」をひらがなで横書きし、平和の象徴であるハトをデザインしたものとなっている。

## 通学区域
所管する名古屋市教育委員会は、2017年（平成29年）4月1日現在、名古屋市立千音寺小学校・名古屋市立万場小学校・名古屋市立赤星小学校の学校区を通学区域として指定している。